# Badhuis (Nijmegen)

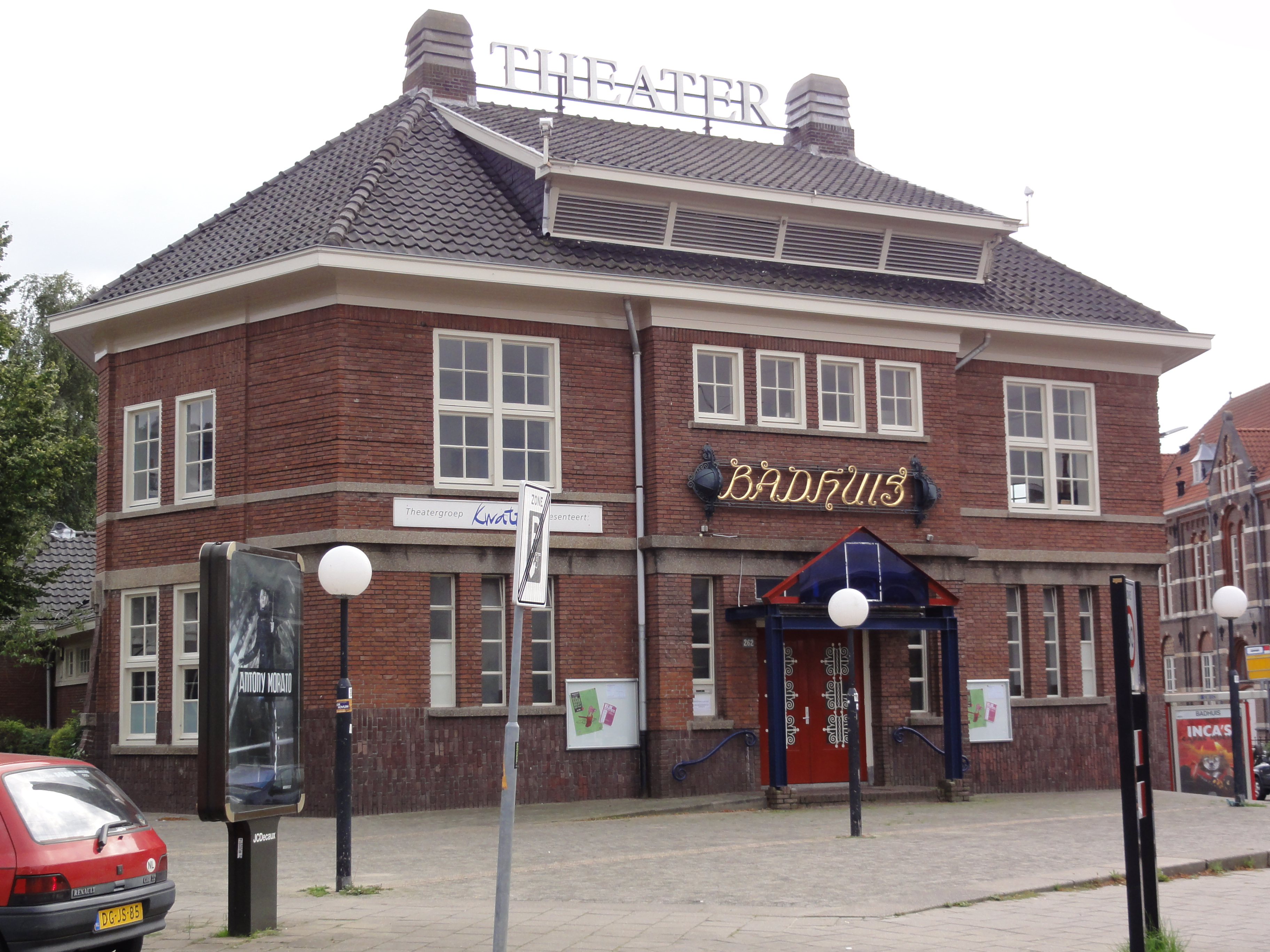
Voorzijde Theater Het Badhuis

Het Badhuis  aan de Daalseweg in de Nederlandse stad Nijmegen is in 1928 gebouwd als gemeentelijk badhuis. Het gebouw is symmetrisch met een gescheiden mannen- en vrouwenvleugel. Op de bovenverdieping van het voorgebouw was een beheerderswoning. In 1988 werd het verbouwd tot 'Theater Het Badhuis'. 
Het pand vertoont stijlkenmerken van de  Amsterdamse School en is in 2002 opgenomen in het rijksmonumentenregister.
In 1985 sloot het badhuis, waarna het pand werd verbouwd tot theater dat in 1988 opende. Van 2002 tot 2022 was Jeugdtheater Kwatta er gevestigd. Vanaf 2023 maakt Theatergroep De Horde er gebruik van voor het ontwikkelen en vertonen van jeugdpodiumkunsten. 
De theaterruimte met een capaciteit van ca. 100 personen wordt ook verhuurd aan derden.